# Medvéjie (Sakhalín)
|  | Per a altres significats, vegeu «Medvéjie». |

Medvéjie (en rus: Медвежье) és un poble de l'óblast de Sakhalín, a l'Extrem Orient de Rússia, que el 2013 tenia 74 habitants. Pertany al districte d'Uglegorsk.